# Skrzeszewo (gmina Żukowo)
Skrzeszewo (do 31 grudnia 2014 Skrzeszewo Żukowskie; kaszub. Skrzeszewò) – wieś w Polsce, położona w województwie pomorskim, w powiecie kartuskim, w gminie Żukowo.
| SIMC    | Nazwa       | Rodzaj    |
| ------- | ----------- | --------- |
| 0177394 | Krowie Łąki | część wsi |
| 0177388 | Piaski      | kolonia   |

W latach 1975–1998 miejscowość administracyjnie należała do województwa gdańskiego.
Wieś położona jest 1,8 km na wschód od drogi krajowej nr 20 ze Stargardu do Gdyni. W miejscowości jest placówka Ochotniczej Straży Pożarnej.
Miejscowość jest siedzibą parafii rzymskokatolickiej Matki Bożej Wspomożenia Wiernych, należącej do dekanatu Żukowo w archidiecezji gdańskiej.